# Dialogi (Sulpicio Severo)
Il Gallus di Sulpicio Severo, storico romano, è un'opera in due dialoghi, scritti nel 404, in cui l'autore pone a confronto i miracoli e le virtù di San Martino, monaco e vescovo di Tours, con quelli dei monaci dell'Egitto. Il Gallus completa la Vita Martini composta dallo stesso Sulpicio. 